# سغافات ممادوف
سغافات أميخان أغلو ممادوف، مطرب أذربيجاني معروف.

## حياته
ولد سغافات ممادوف في 23 أكتوبر عام 1953 في قرية أبدالجولابلي لمقاطعة آقدام. إلتحق المدرسة باكو الموسيقى إسمه عاسف زينلي في 1971.
يتعلم أسرار مقمات من أستازه ومغني ومطرب وفنان الشعب في جمهورية أذربيجان الاشتراكية السوفيتية حاجيبابا حوسينوف.

منذ 1983 إلى 1988 درس في جامعة أذربيجان الحكومية للثقافة والفنون.
منذ 1976 هو عازف منفرد في للفرقة الموسيقية الشعبية «همايون». في عام 1988 تم إصدار السجل الأول لسغافات محمدوف. في 1989 تم تنظيم فرقة «قاراباغ» الموسيقية من قبل سغافات ممادوف. كثيراً ما يُشار سخافات ممادوف إلى «الصوت الذهبي لأذربيجان» و «العندليب قاراباغ».
في أدائه حفز أثاره في الفن أذربيجاني. ترك مقمات في أدائه إلى الأبد بصمته في فن أذربيجان.

## وفاته
توفي في حادث تصادم سيارة في 30 سبتمبر عام 1991 عن عمر يناهز 37 عاماً .

## عائلته
- ابنه - دبلوماسي بختيار محمدوف
- أخوه - مطرب أذربيجاني فيروز سخافات